# صوفیفکا (باشقیرستان)
صوفیفکا (انگلیسی: Sofiyevka, Republic of Bashkortostan) یک شهرک در شهرستان میاکینسکی استان باشقیرستان کشور روسیه است.